# 吉福家住宅
吉福家住宅（よしふくけじゅうたく）は、高知県土佐清水市にある「木造切り妻造り平屋建て厨子二階付き構造」の古民家。
1999年（平成11年）5月13日に国の重要文化財に指定。

## 概要
吉福家は松尾集落に所在する。地場産業（鰹漁業や鰹節の製造取引）で栄えた。現在の住宅は、主屋が梁や板戸の墨書によって明治34年の建築であることが判明している（納屋、釜屋、門屋は主屋と同時期の建設と思われる）。
明治6年（1873年）初代吉福嘉太郎はいさば船一隻で回船業をはじめた。
明治10年宮崎県日向細島で玄米を仕入れ帰るとコメ不足の高知で高値で売れ富を得て、さらに時運に恵まれ富を増やした。26歳で跡を継いだ二代目嘉太郎は漁業に加え鰹節製造業や金融業にも事業を広げさらに財を築いていった。その二代目によって明治34年（1901年）当地で選び抜かれた良材によって当住宅は建築された。

## 構造
主屋は、外観の構成や内装の完成度が高く、同県の伝統的な民家建築の系譜を受け継いだ明治期の高品質な住宅建築となっている。主屋の平面構成や屋敷構えは、高知県南西地方において鰹漁等を経営していた網元の家の様相を知る上で貴重であり、多くが現存する点は高く評価されている。
入口の両脇に釜屋棟と門屋棟を有し、中に主屋棟が、南東隅に納屋棟がある。敷地の北側は石積雍壁で、東側は石垣で、南側は土塀で囲まれている。
主屋は、東側の座敷が書院造りで武家風空間、北側の帳場出窓は格子戸となり商家風空間、土間は使用人が食事や作業を行った網元屋敷風空間の三つの空間が見受けられる。二階間の天井には船の櫓でできた太い梁が見える。
- 主屋（東側）：表の間8帖・床の間・脇机・書院、奥の間6帖・押入、中の間6帖、次の間6帖、仏壇の間6帖、土間、階段、二階間
- 主屋（西側）：広い土間、狭い土間、小部屋3帖、台所、便所
- 納屋棟

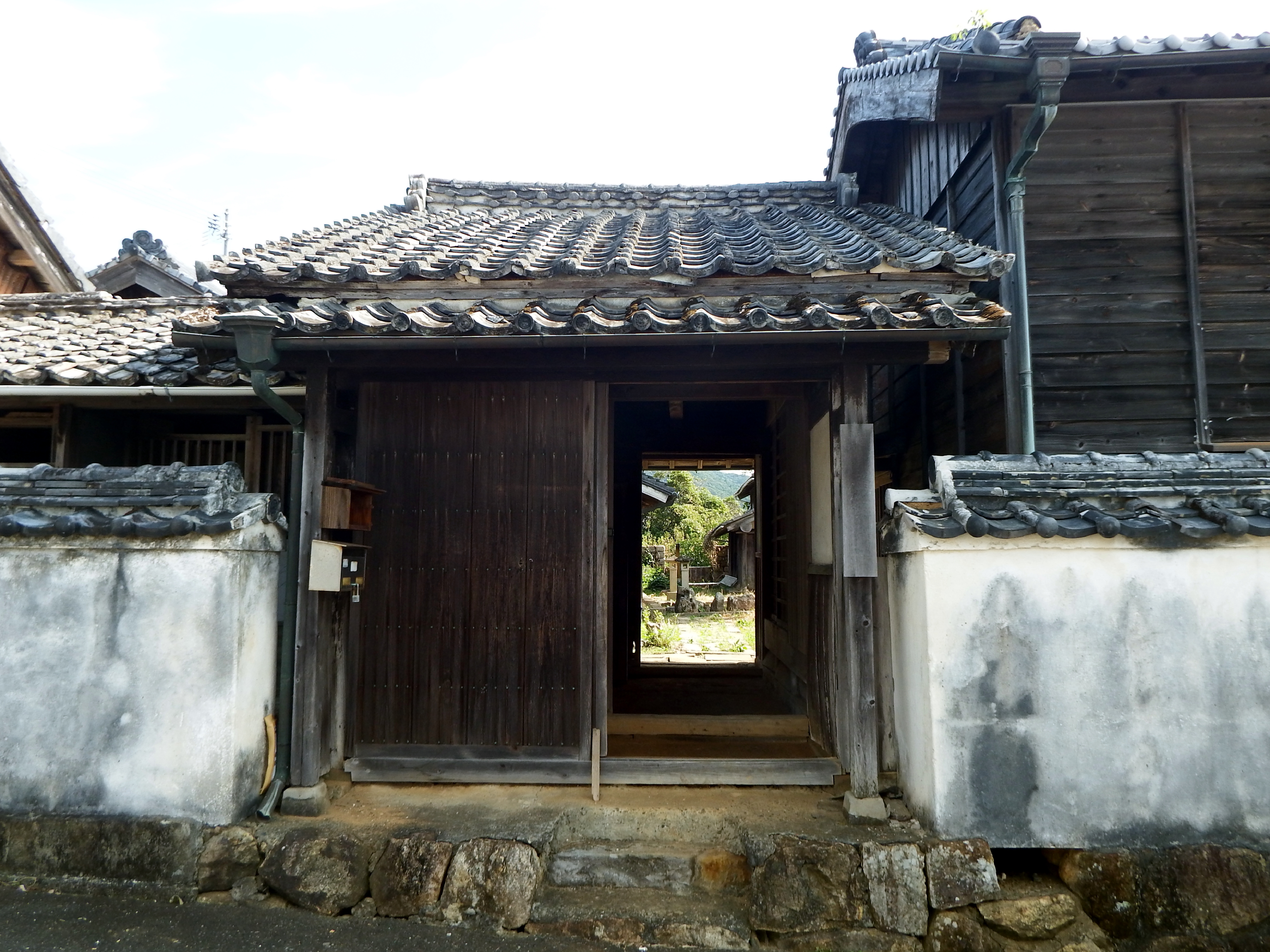
入口
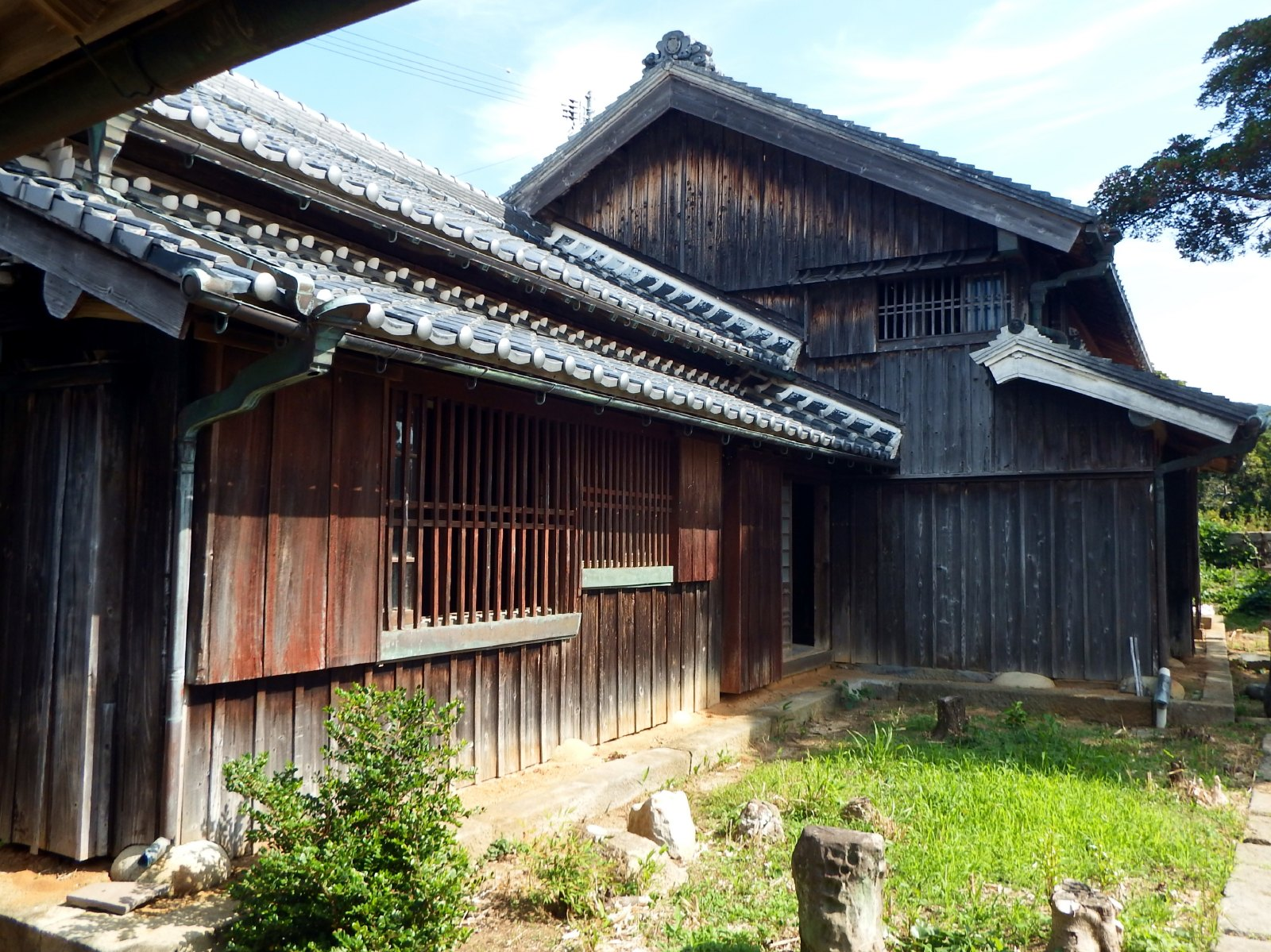
主屋全体
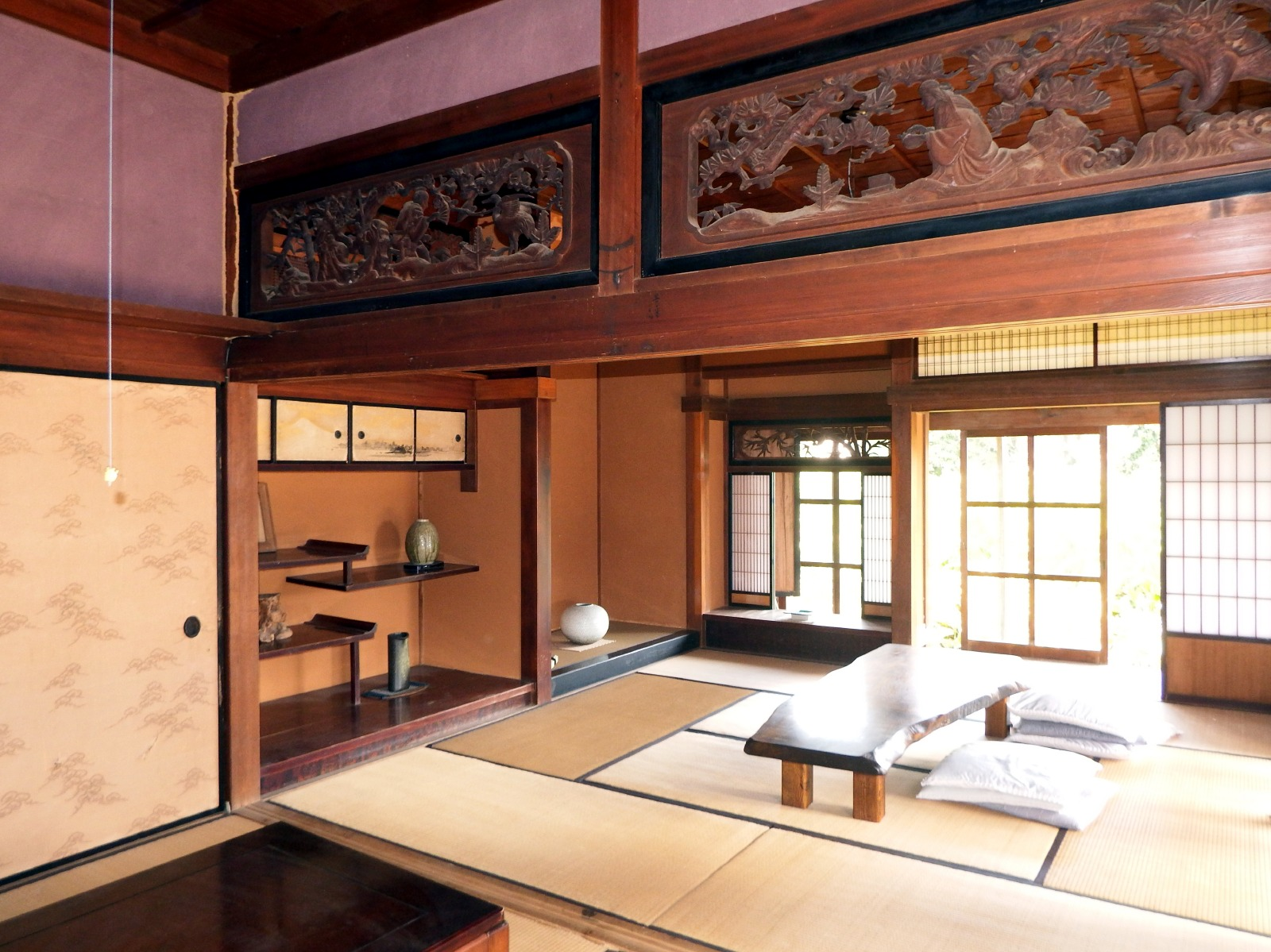
主屋の座敷（表の間）
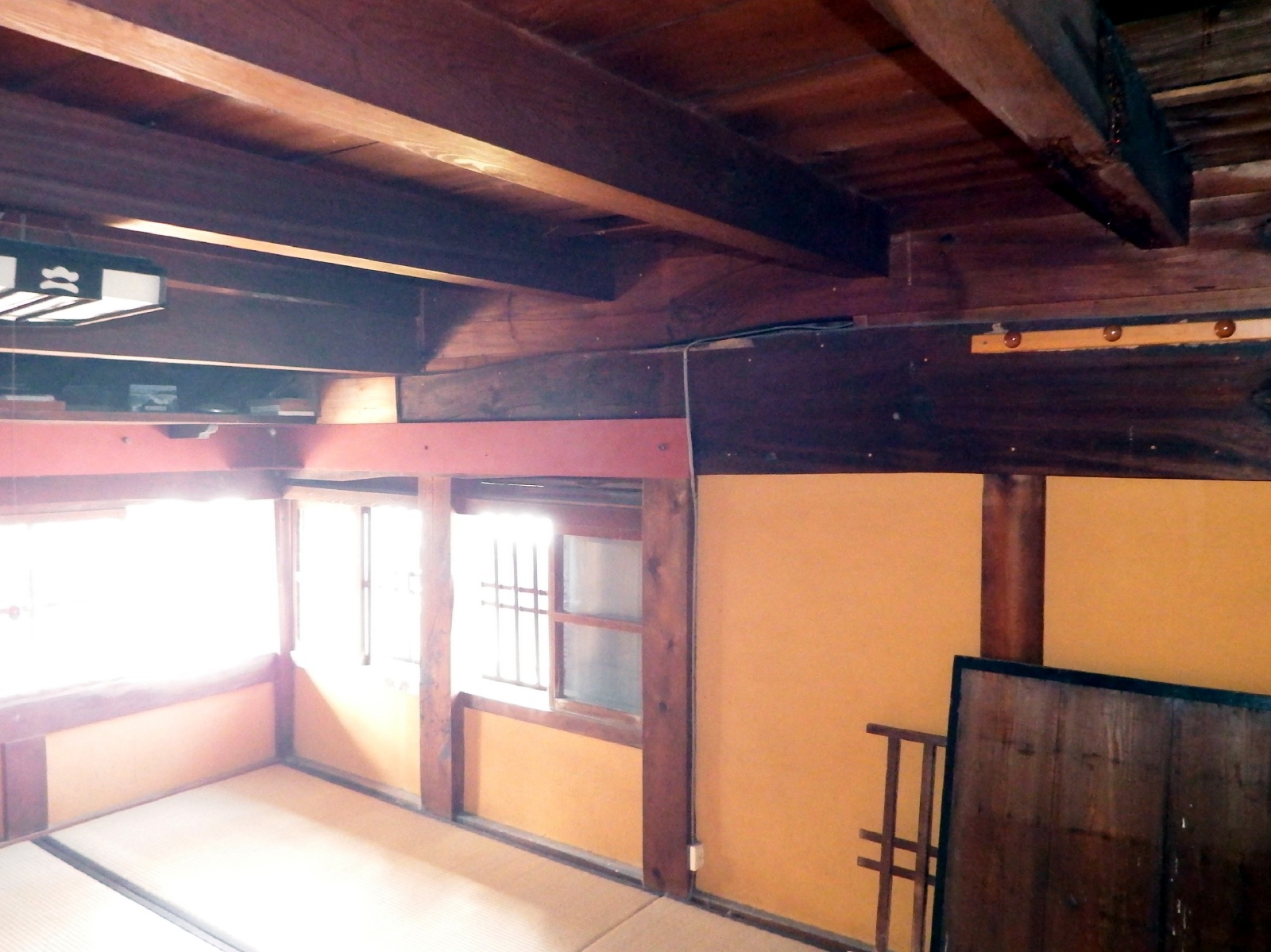
主屋の二階間
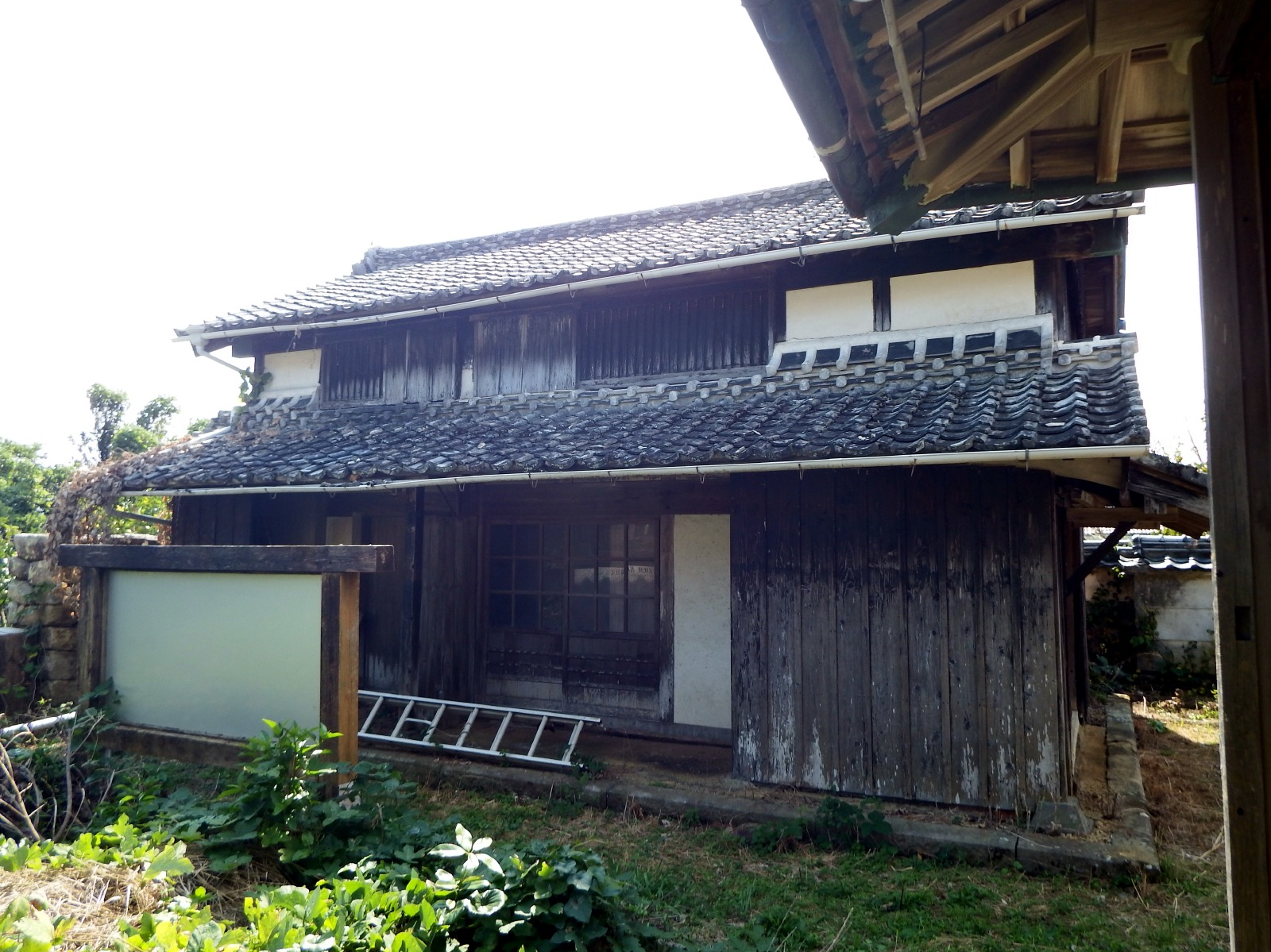
納屋棟

## 交通案内
バス
- 土佐くろしお鉄道 中村線・ 宿毛線 – 中村駅 より、高知西南交通 足摺岬行き「松尾区長場前」下車しそのまま50 m西への路地を南へ20 m

道路
- 一般道：高知県道27号足摺岬公園線 松尾トンネルを通過し足摺岬手前4 kmの松尾漁港への分岐を南へ、土佐清水松尾郵便局を過ぎて約100 mの路地を南に入ってすぐに約5台の駐車場（バス路線ゆえ路駐禁）。